# 朗格汉斯细胞
蘭格漢氏細胞（英語：Langerhans cell，又稱蘭氏細胞）是在皮膚和黏膜的樹狀細胞（抗原呈递细胞），其中含有稱作伯贝克颗粒的胞器，在上皮中的任何一層都有蘭格漢氏細胞，不過主要是在棘狀層中，此類細胞也會出現在血管周圍的乳狀真皮中，也會在口腔黏膜、包皮及阴道上皮中。蘭格漢氏細胞也會出現在其他組織中，例如若有罹患蘭格罕細胞組織球增生症，會在淋巴結中發現蘭格漢氏細胞。

## 功能
皮膚感染時，皮膚的蘭格漢氏細胞會吞噬微生物抗原，並且進行處理，會形成抗原呈現细胞（APC）。
一般而言，组织中的樹突細胞對於捕捉、吞噬、處理抗原上有高度活性。若樹突細胞抵達次级淋巴组织時，可以和新手T細胞進行交互作用，但會失去上述有關抗原的活性。
蘭格漢氏細胞是在母體懷孕前三個月由卵黃囊中的原始胚胎-骨髓前驅細胞分化而來，一般情況下，各部位的蘭格漢氏細胞會持續存在，若有不足，會讓該部位的蘭格漢氏細胞自行分裂來補充其數量。當皮膚嚴重發炎（例如感染），血液中的單核球會聚集到發炎位置並分化成蘭格漢氏細胞。蘭格漢氏細胞的型態和功能類似巨噬细胞。
蘭格漢蛋白（Langerin）是由蘭格漢氏細胞和其他樹突細胞所分泌的蛋白質。

## 臨床重要性

### 蘭格罕細胞組織球增生症
罕见病蘭格漢細胞組織球增生症（LCH）會使體內產生許多類似蘭格漢氏細胞的細胞。不過LCH細胞對於CD14有呈色反應，而CD14是單核球的標誌。這些LCH細胞有著不同的前驅細胞來源，因而造成疾病。LCH會導致皮膚、骨骼和其他器官損傷。

### 愛滋病
蘭格漢氏細胞可能會成為HIV感染的最初靶细胞，而且可能成為疾病傳播的靶细胞、載體或是媒介。
在包皮、陰道、或是口腔黏膜中都可觀察到蘭格漢氏細胞。不過口腔黏膜的蘭格漢氏細胞濃度比包皮或陰道都要少。因此人類免疫缺陷病毒可能不是透過口交傳播。
自然-醫學雜誌在2007年3月刊出了《蘭格漢蛋白是蘭格漢氏細胞阻止HIV病毒傳播的天然屏障》。此篇文章的作者之一Teunis Geijtenbeek說道：「蘭格漢蛋白可以捕捉周遭環境的病毒，因而阻止病毒傳播。而因為人體的皮膜附近幾乎都有蘭格漢氏細胞，因此人類可能與生俱來便有抗病毒的機轉，進而摧毀病毒。」

### 人類乳突病毒
高風險的人類乳突病毒（HPV）藉由性行為傳播，並和子宮頸、陰道、頭頸部癌症有高度因果關係，全球的發病率以及死亡率都很高。超過一半的子宮頸癌均和HPV16有關，HPV16是高風險的病毒基因型。在病毒的生活史中，HPV16感染表皮細胞的基底層，並和表皮下方的蘭格漢氏細胞作用，蘭格漢氏細胞的機制是用來防範侵入皮膚的病原體。不過在實驗室中，HPV似乎無法有效活化蘭格漢氏細胞，這或許意味著在身體中，HPV也可以躲避免疫系統的辨識與攻擊。
HPV透過annexin A2/S100A10異質四聚體進入蘭格漢氏細胞，並且啟動免疫抑制訊號，使蘭格漢氏細胞無法有效作用。這些針對蘭格漢氏細胞進行免疫逃避的機制似乎也出現在其他基因型的人類乳突細胞中。這些機制使得病毒無法造成發炎反應，也因此不會被免疫系統發現，也不會被消滅。不過T細胞面對這些無法受HPV活化的蘭格漢氏細胞並非不反應，而是在之後適當的時機點啟動對HPV的攻擊。
實驗顯示，當HPV在子宮頸感染蘭格漢氏細胞時，這些細胞會呈現圓球狀，而非常見的樹突狀，並且會分泌抑制性的細胞激素，像是IL-10等等。研究作者更強調，分泌IL-10免疫抑制性蘭格漢氏細胞的數量以及IL-10的分泌量均和組織中的疾病嚴重度、HPV數量呈正相關。這提供了HPV若感染了蘭格漢氏細胞，便會壓抑免疫反應的另一個證據。

## 歷史
蘭格漢氏細胞得名自發現者保罗·兰格尔翰斯，他是德国医生及解剖學家，在21歲，還在就讀醫學院時發現這種細胞。因為這種細胞的形狀有樹突構造，所以兰格尔翰斯誤以為這是神经系统的一部份。